# Lukas Rath
Lukas Rath (* 18. Jänner 1992 in Eisenstadt) ist ein österreichischer Fußballspieler auf der Position eines Defensiv-Allrounders.

## Karriere

### Verein
Rath begann seine Karriere im BNZ Burgenland, welches er im Jänner 2007 verließ um zur Amateurmannschaft der SV Mattersburg zu wechseln. Im Jahr 2008 schaffte er den Aufstieg in die Bundesliga-Mannschaft des Vereins. Am 25. Oktober 2008 feierte er sein Debüt in der österreichischen Bundesliga beim Auswärtsspiel gegen den SK Rapid Wien. In der 85. Minute wurde Rath für Anton Pauschenwein eingewechselt, doch das Match mit 1:0 verloren. Der Verein stellte nach der Saison 2019/20 den Spielbetrieb ein.
Daraufhin wechselte er im September 2020 zum ehemaligen Ligakonkurrenten FC Admira Wacker Mödling, bei dem er einen bis Juni 2021 laufenden Vertrag erhielt. Für die Admira absolvierte er insgesamt zehn Partien in der Bundesliga. Nach der Saison 2020/21 verließ er den Verein wieder.
Nach anschließend über einem Jahr ohne Verein wechselte Rath im August 2022 zum Zweitligisten FC Blau-Weiß Linz, bei dem er einen bis Juni 2023 laufenden Vertrag erhielt. Für Linz kam er zu drei Einsätzen in der 2. Liga, mit dem Klub stieg er zu Saisonende in die Bundesliga auf. Anschließend verließ er Linz aber per Vertragsende wieder.
Nach einem halben Jahr ohne Klub wechselte er im Jänner 2024 zum Regionalligisten ASV Draßburg.

### Nationalmannschaft
Rath spielte zwischen 2007 und 2014 33 Mal für österreichische Jugendnationalteams.